# Missiehuis (Panningen)

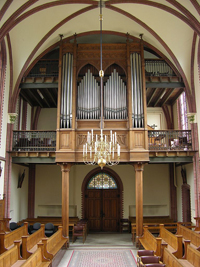
Kloosterkapel met orgel

Het Missiehuis is een klooster uit 1879 in Panningen in de Nederlandse provincie Limburg. Het stond bekend als Sint-Josephklooster.
Oorspronkelijk was het een toevluchtsoord voor zusters die in het kader van de Kulturkampf uit Duitsland verdreven werden: Eerst de Ursulinen uit Geilenkirchen, die in 1885 naar Venlo vertrokken. Van 1892-1903 woonden er de, eveneens uit Duitsland verdreven, Missiezusters van het Kostbaar Bloed.
De Lazaristen, oftewel de Congregatie der Missie, een rooms-katholieke orde, uit Frankrijk afkomstig, vestigde zich in 1903 in Panningen en richtte een seminarie (priester-opleiding) in. Sinds 1921 is er een afzonderlijke Nederlandse "provincie" van de Lazaristen met het Missiehuis als centrum (provincialaat).
De oudste delen van het complex, uit 1878, zijn vermoedelijk door M. Peeters ontworpen.
De in de periode 1907-1913 in neogotische stijl gebouwde kloosterkapel, sacristie en grafkapel zijn in 2001 aangewezen als rijksmonument. Architect van de kapel was Henri Seelen.
In de kloosterkapel is een orgel van de Parijse orgelbouwer Mutin ingebouwd.